# Bulbophyllum drepanosepalum
Bulbophyllum drepanosepalum là một loài phong lan thuộc chi Bulbophyllum.